# Hybridmagnolia
Hybridmagnolia (Magnolia × loebneri) är en hybrid i släktet magnoliasläktet och i familjen magnoliaväxter mellan japansk magnolia (M. kobus) och stjärnmagnolia (M. stellata).

## Sorter (urval)
- 'Donna'
- 'Leonard Messel'
- 'Merril'
- 'Neil McEachern'